# Out of the Frying Pan (film 1914 Nestor)
Out of the Frying Pan è un cortometraggio muto del 1914 diretto da Al Christie. Prodotto dalla Nestor e distribuito dall'Universal Film Manufacturing Company, aveva come interprete Eddie Lyons, Victoria Forde e Lee Moran.

## Produzione
Il film fu prodotto da David Horsley per la sua casa di produzione, la Nestor Film Company.

## Distribuzione
Distribuito dall'Universal Film Manufacturing Company, il film - un cortometraggio di una bobina - uscì nelle sale cinematografiche statunitensi il 2 ottobre 1914.